# Таммисту
Та́ммисту (эст. Tammistu) — деревня в волости Куусалу уезда Харьюмаа, Эстония.

## География и описание
Расположена в 40 километрах к востоку от Таллина, на северо-западном побережье полуострова Юминда. Находится на территории национального парка Лахемаа. Расстояние до волостного центра — посёлка Куусалу — около 21 километра. Высота над уровнем моря — 24 метра.
Климат умеренный. Официальный язык — эстонский. Почтовый индекс — 45301.

## Население
По данным переписи населения 2021 года, в Таммисту проживали 29 человек, все — эстонцы.
По данным переписи населения 2011 года, в деревне насчитывалось 14 жителей, все — эстонцы.
Численность населения деревни Таммисту по данным переписей населения:
| Год  | 1959 | 1970 | 2000 | 2011 | 2021 |
| ---- | ---- | ---- | ---- | ---- | ---- |
| Чел. | 26   | ↘ 12 | ↘ 9  | ↗ 14 | ↗ 29 |

## История
Первое упоминание о деревне относится к 1517 году (Tammes); в письменных источниках 1539 года упоминается Tammest, 1586 года — Tammes, 1637 года —Tammisto, 1693 года — Tammist Bÿÿ, 1699 года — Tammise, 1798 года — Tam̄isto. 
Сначала Таммисту вместе с деревнями Леэзи и Кийу-Аабла принадлежала мызе Кида (Кийу), в XVIII веке отошла мызе Кольк (Колга).
На военно-топографических картах Российской империи (1846–1863 годы), в состав которой входила Эстляндская губерния, деревня обозначена как Таммисто.
В 1977–1997 годах Таммисту была частью деревни Леэзи.

## Происхождение топонима
Современный топоним означает «дубрава», однако его ранние написания отсылают к слову tammine : tammise, которое языковед Лаури Кеттунен считает личным именем.